# Frea albomarmoratoides
Frea albomarmoratoides är en skalbaggsart som beskrevs av Stefan von Breuning 1979. Frea albomarmoratoides ingår i släktet Frea och familjen långhorningar.
Artens utbredningsområde är Ghana. Inga underarter finns listade i Catalogue of Life.